# Rhopalopyx
Rhopalopyx — рід цикадок із роду клопів.

## Опис
Цикадки розміром 3—4 мм. Стрункі, з тупокутно-закругленою вступаючою вперед головою. Перехід обличчя в тім'я закруглений. Для СРСР вказувалося 7 видів.

## Систематика
У складі роду:
- Rhopalopyx adumbrata (Sahlberg, 1842)
- Rhopalopyx cigigas Guglielmino, 2002
- Rhopalopyx elongatus Wagner, 1952
- Rhopalopyx monticola Ribaut, 1939
- Rhopalopyx preyssleri (Herrich-Schäffer, 1838)
- Rhopalopyx vitripennis (Flor, 1861)